# Anatole

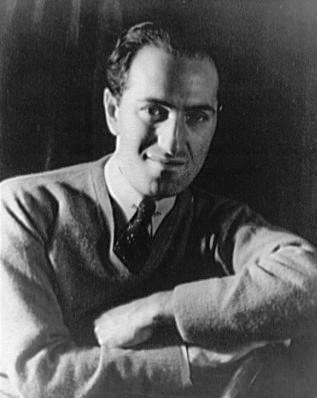
George Gershwin nel 1937

Il termine anatole (la cui etimologia è incerta) designa una struttura formale tipica del jazz, meglio nota col nome di rhythm changes: si tratta della struttura accordale del noto standard intitolato I Got Rhythm di George Gershwin, in voga negli anni trenta, quando il jazz era essenzialmente una musica da ballo.

## I Got Rhythm
La canzone fu composta da George Gershwin nel 1930, con i testi di Ira Gershwin, ed era inizialmente parte del musical di Broadway Girl Crazy.
Dato l'enorme successo, la canzone divenne uno standard musicale e fu inserita in seguito nel film Un americano a Parigi.
Le versioni più popolari del brano furono cantate da Judy Garland, Ethel Merman, Ella Fitzgerald e The Happenings che nel 1967 raggiungono la terza posizione nella Billboard Hot 100.

## Struttura
La struttura dell'anatole viene sfruttata a fondo nel corso degli anni '40, nel contesto di riappropriazione culturale e rielaborazione formale che va sotto il nome di be bop.
La struttura formale dell'anatole viene infatti utilizzata come canovaccio ritmico-armonico di riferimento per la creazione di un gran numero di temi originali caratteristici del be bop (come, ad esempio, "Salt Peanuts" di Dizzy Gillespie, "Oleo" di Sonny Rollins, "Rhythm 'a ning" di Thelonious Monk). La ragione principale di questo riutilizzo di materiale è dovuta all'usanza, da parte dei "boppers", di improvvisare su progressioni armoniche note, ma su cui non era necessario pagare i diritti d'autore. Questa usanza, in molte musiche, prende il nome di "contrafact".
La struttura consta di 32 misure articolate in quattro sezioni che, in generale, si identificano con lo schema AA'BA' (alcuni leggono la stessa struttura come ABCA).
In sostanza, dal punto di vista armonico, le sezioni A consistono nel susseguirsi degli accordi derivati dai gradi I - VI - II - V di una tonalità maggiore, mentre la sezione B è costituita dal susseguirsi di quattro accordi di settima dominante, dei quali il precedente è in rapporto di quinta rispetto al successivo ed il primo dei quali è costruito sulla terza maggiore della tonalità d'impianto del brano (lungo il circolo delle quinte suonato per quarte ascendenti).
Esemplificando, la progressione armonica di un anatole in Si♭ è la seguente:
| Sezione | Imaj7 VI-7    | II-7 V7  | Imaj7 VI-7    | II-7 V7  | Imaj7        | IVmaj7 IV7    | Imaj7 VI-7 (V7) | II-7 V7 (Imaj7) |
| A       | Si♭maj7 Solm7 | Dom7 Fa7 | Si♭maj7 Solm7 | Dom7 Fa7 | Si♭maj7 Si♭7 | Mi♭maj7 Mi♭m7 | Si♭maj7 Solm7   | Dom7 Fa7        |
| A'      | Si♭maj7 Solm7 | Dom7 Fa7 | Si♭maj7 Solm7 | Dom7 Fa7 | Si♭maj7 Si♭7 | Mi♭maj7 Mi♭m7 | Si♭maj7 Fa7     | Sibmaj7         |
|         | V7/VI         | V7/VI    | V7/II         | V7/II    | V7/V         | V7/V          | V7              | V7              |
| B       | Re7           | Re7      | Sol7          | Sol7     | Do7          | Do7           | Fa7             | Fa7             |
| A'      | Si♭maj7 Solm7 | Dom7 Fa7 | Si♭maj7 Solm7 | Dom7 Fa7 | Si♭maj7 Si♭7 | Mi♭maj7 Mi♭m7 | Si♭maj7 Fa7     | Si♭maj7         |

In realtà la versione originale di I Got Rhythm prevedeva due battute aggiuntive alla fine della seconda A' (contando quindi non 32 ma 34 battute).
Normalmente il tempo prescelto per l'esecuzione della struttura nello stile bop è piuttosto sostenuto.
Accanto al blues ed alla forma canzone, l'anatole costituisce una struttura formale estremamente importante sia dal punto di vista storico che per l'impegnativa pratica improvvisativa implicata, il cui apprendimento è imprescindibile per qualsiasi musicista jazz.

## Esempi noti
Sono numerosissimi i brani basati sulla progressione anatole (si pensi ad esempio alla nota sigla del programma televisivo The Muppet Show scritta da Sam Pottle).

Altri brani:
- Allen's Alley (noto anche come Wee) di Denzil Best
- Almost di David Baker
- Anthropology (noto anche come Thrivin' From a Riff) di Charlie Parker/Dizzy Gillespie
- Apple Honey di Woody Herman
- Bop Kick di Nat Cole
- Boppin' a Riff di Sonny Stitt
- Brown Gold di Art Pepper
- Bud's Bubble di Bud Powell
- Call the Police di Nat Cole
- Calling Dr. Jazz di Eddie "Lockjaw" Davis
- Celerity di Charlie Parker
- Chant of the Groove di Coleman Hawkins
- Chasin' the Bird di Charlie Parker
- Cheers di Charlie Parker
- Constellation di Charlie Parker
- Coolie Rini di Howard McGhee
- Coppin' the Bop di J.J. Johnson
- Cotton Tail di Duke Ellington
- Delerium di Tadd Dameron
- Dexter's Deck di Dexter Gordon
- Dexterity di Charlie Parker
- Don't Be That Way di Edgar Sampson
- Dorothy di Howard McGhee
- The Duel di Dexter Gordon
- Eb Pob di Fats Navarro/Leo Parker
- Fat Girl di Fats Navarro
- Father Steps In di Dixon/Randall/Hines/Fox[2]
- Fifty Second Street Theme di Thelonious Monk
- The Flintstones di Hoyt Curtain
- Flyin' Home di Benny Goodman/Lionel Hampton/Robin
- Fox Hunt di J.J. Johnson
- Fungii Mama di Blue Mitchell
- Gio Cervi's Anatole di Paolo Fresu
- Goin' To Minton's di Fats Navarro
- Good Bait di Tadd Dameron
- Good Queen Bess di Duke Ellington
- The Goof and I di Al Cohn
- Hamp's Paws di Hampton Hawes
- Harlem Swing di Nat Cole
- Hollerin' and Screamin' di Eddie Davis
- I'm an Errand Boy for Rhythm di Nat Cole
- In Walked Horace di J.J. Johnson
- Jay Jay di J.J. Johnson
- Jaybird di J.J. Johnson
- The Jeep is Jumpin' di Duke Ellington
- Jug Handle di Gene Ammons
- Juggernaut di Gene Ammons
- Juggin' Around di Frank Foster
- Jumpin' at the Woodside di Count Basie
- Lady Blues di Roland Kirk
- Lemon Drop di George Wallington
- Lester Leaps In di Lester Young
- Lila Mae di Nat Cole
- The Little Man on the White Keys di Nat Cole
- Miss Thing di Count Basie
- Moody Speaks (original version) di James Moody /Dave Burns
- Moody's Got Rhythm di James Moody
- Moose the Mooche di Charlie Parker
- Mop, Mop di Gaillard/Stewert/Tatum
- Newk's Fadeway di Sonny Rollins
- No Moe di Sonny Rollins
- Northwest Passage di Herman/Jackson/Burns
- O Go Mo di Sonny Rollins
- Oleo di Sonny Rollins
- On the Scene di Gillespie/Fuller/Roberts
- One Bass Hit di Dizzy Gillespie
- Oop-Bop-Sha-Bam di Dizzy Gillespie
- An Oscar for Treadwell di Dizzy Gillespie
- Ow di Charlie Greenlea
- Passport di Charlie Parker
- Raid the Joint di Erskine Hawkins
- Red Cross di Charlie Parker
- Rhythm in a Riff di Billy Eckstine
- Rhythm Sam di Nat Cole
- Rhythm-a-ning di Thelonious Monk
- Salt Peanuts di Dizzy Gillespie
- Seven Come Eleven di Charlie Christian
- Shag di Sidney Bechet
- Shaw Nuff di Dizzy Gillespie
- Shoo Shoo Badi di Phil Moore
- Solid Potato Salad di DePaul/Prince/Raye
- Sonnyside di Sonny Stitt
- Squatty Roo di Johnny Hodges
- Stay On It di Tadd Dameron
- Steeplechase di Charlie Parker
- Straighten Up and Fly Right di Nat Cole
- The Street Beat di C. Thompson / Robert Mellin
- Strictly Confidential di Bud Powell
- Swedish Schnapps di Charlie Shavers
- Swing Spring di J.J. Johnson
- Swingin' With Diane di Art Pepper
- Syntax di J.J. Johnson
- Ta-de-ah di Nat Cole
- The Theme di Miles Davis
- Tiptoe di Thad Jones
- Tipping di Horace Silver
- Turnpike di J.J. Johnson
- Wail di Bud Powell
- Webb City di Bud Powell
- Wee (noto anche come Allen's Alley) di Dizzy Gillespie
- Whistle Stop di Kenny Dorham
- Who's Who di Art Farmer
- Wire Brush Stomp di Gene Krupa
- XYZ di Budd Johnson
- Yeah Man di J. Russel Robinson